# Martha Lía Grajales
Martha Lía Grajales es una activista de derechos humanos venezolana. Ha sido integrante del colectivo de derechos humanos SurGentes y militante de izquierda. El 5 de agosto de 2025 participó en una vigilia organizada frente al Tribunal Supremo de Justicia en Caracas organizada por el Comité de Madres en Defensa de la Verdad para pedir la revisión de expedientes y la liberación de presos políticos poselectorales. Las mujeres fueron agredidas por colectivos durante la vigilia, donde les robaros sus teléfonos, documentos de identidad, y destruyeron las carpas donde pernoctaban. Grajales intentó interponer la denuncia del ataque ante el Ministerio Público y el Cuerpo de Investigaciones Científicas, Penales y Criminalísticas (CICPC), pero ambos entes se negaron a recibirla.
El 8 de agosto fue detenida por funcionarios de la Policía Nacional Bolivariana mientras se retiraba de una manifestación frente a la sede de las Naciones Unidas en Caracas para rechazar las agresiones sufridas por las madres en la vigilia. Un familiar informó que fueron detenidos en un control policial en Altamira, donde se les pidió identificación y la obligaron sólo a ella a subirse en una camioneta gris sin identifcación. Varias organizaciones no gubernamentales denunciaron la detención de Grajales, incluyendo PROVEA, que concluyó que la detención fue arbitraria. La ONG Justicia, Encuentro y Perdón le exigió al Estado venezolano «información urgente y verificada sobre su paradero, así como garantías de su integridad física y psicológica; respeto pleno a sus derechos fundamentales, incluyendo el acceso a sus abogados y familiares».
Amnistía Internacional le pidió al gobierno venezolano respetar "la integridad, vida y libertad de Martha Lía Grajales", pidiendo que se aclarara su situación legal transparentemente, y condenó categóricamente la arremetida contra familiares y acompañantes de víctimas. El Partido Comunista de Venezuela y diputados del Frente de Izquierda y de Trabajadores de Argentina también rechazaron la detención y pidieron la liberación inmediata de Grajales. Andrea D'Atri, legisladora del Frente en Buenos Aires, se pronunció diciendo que "esta semana en Venezuela avanzó la represión contra sectores populares y la izquierda opositora», mientras que Christian Castillo, diputado nacional por el Frente, declaró que «Repudiamos enfáticamente estos actos represivos». Actualmente se desconoce el paradero de Grajales.
El 9 de agosto, el abogado y activista de PROVEA Marino Alvarado los tribunales de Caracas negaron la interposición de un recurso de habeas corpus a su favor.